# Nyanga
Nyanga er den sydligste af Gabons ni provinser. Provinshovedstaden er Tchibanga, som i 2013 havde i alt 31.294 indbyggere (mere end halvdelen af provinsens befolkning). Nyanga er den mindst befolkede provins af de ni og den anden mindst udviklede, foran Ogooué-Ivindo. Den grænser op til Ogooué-Maritime i nordvest, Ngounié i nord og Congo mod syd (departementet Kouilou) og mod øst (Niaridepartementet). Atlanterhavet - det laveste punkt i både Gabon og Nyanga-provinsen - grænser op til den i vest.

## Departementer
Nyanga er inddelt i 6 departmenter:
- Basse-Banio (departement) (Mayumba)
- Douigni (departement) (Moabi)
- Doutsila (departement) (Mabanda)
- Haute-Banio (departement) (Ndindi)
- Mongo (departement) (Moulengui-Binza)
- Mougoutsi (departement) (Tchibanga)